# Dream Theater
Dream Theater är ett amerikanskt band inom genren progressiv metal, och har sålt över 15 miljoner skivor världen över.

## Historia

### Bildandet
Bandet grundades år 1985 av fyra studenter från Berklee College of Music i Boston: John Petrucci på gitarr, John Myung på elbas, och Mike Portnoy på trummor. De tog även in Kevin Moore på keyboard och Chris Collins som sångare. Ursprungligen kallade bandet sig Majesty. Chris Collins medlemskap i bandet blev dock kortlivat och 1987 tog Charlie Dominici över sången. Detta resulterade i debutalbumet When Dream and Day Unite (1989). Bandet hade vid detta laget även bytt namn till Dream Theater på grund av att det existerade ett annat band vid samma namn. Mike Portnoys far namngav bandet efter en nedlagd biograf i Monterey, Kalifornien.
Även Charlie Dominicis tid i bandet blev kort och han sparkades strax efter When Dream and Day Unite hade släppts. Ett sökande efter en ny sångare inleddes och bland över 200 sökande hittade de slutligen kanadensaren Kevin LaBrie. Eftersom bandet redan hade två John och då skulle få även två Kevin, valde LaBrie att använda sitt andranamn James istället.

### Genombrottet
Bandets stora genombrott kom 1992 med albumet Images and Words. Första singel från skivan var Pull Me Under. Albumet anses av många som det bästa progressive rock-, eller snarare progressive metal-albumet, någonsin. En del av framgången kom även från att videon till låten Pull Me Under började visas regelbundet på MTV. En stor supporterskara över hela världen började växa och albumet följdes upp med en stor världsturné. Bland låtarna fanns omtalade Metropolis Pt 1: the Miracle and the Sleeper. Den första april 1993 spelade Dream Theater i Sverige för första gången, på klubben Melody i Stockholm.
Tillbaka från turnén började bandet spela in sitt tredje album Awake (1994). Med Awake visade de mer och mer att bandet utöver sin progressiva sida även hade en förankring inom metal. Under inspelningen av albumet meddelade keyboardisten Kevin Moore att han hade för avsikt att lämna bandet. En stor världsturné genomfördes trots Moores avhopp. För att ta hand om keyboardspelandet under turnén hyrdes Derek Sherinian in temporärt. Han fick dock ta en ordinarie plats i bandet efter turnén, då de keyboardister de velat ha för att ta Moores plats, visat sig vara antingen otillgängliga (bland andra Jordan Rudess) eller ovilliga (bland andra Jens Johansson).
Intresset från skivbolaget började vid det här laget att svalna och först efter omfattande påtryckningar från fans fick de gå in i studio på nytt för att spela in EP:n A Change of Seasons (1995). EP:n bestod av det 23 minuter långa titelspåret, samt ett antal covers. Titelspåret togs emot med mycket positiva reaktioner från fansen och anses idag vara ett av bandets bästa alster.
Bandet hade nu samlat på sig så pass mycket nytt material att nästa album skulle ha blivit ett dubbelalbum. Skivbolaget Elektra nekade dock bandet möjligheten till detta. Materialet skars då hastigt ner till ett album, Falling Into Infinity, som släpptes 1997. Bandet började vid det här laget känna sig väl tryckta av skivbolaget, och en splittring var nära. De enades dock om att genomföra turnén till albumet och se hur situationen utvecklade sig. Turnén medförde även liveinspelningen Once in a Livetime samt videon 5 Years in a Livetime.
Albumet floppade bland både fans och bland allmänheten, vilken skivbolaget hade för avsikt att nå ut till. Skivbolaget insåg att Dream Theater inte hade några möjligheter att nå en bredare publik, och lät därför bandet gå in i studio med helt fria tyglar, ett drag som visade sig lyckosamt. I samband med detta sparkades även Derek Sherinian och ersattes av Jordan Rudess på keyboard.

### Med Jordan Rudess på keyboard
Bland materialet som inte fick plats på Falling Into Infinity fanns en låt som kallades Metropolis Pt 2 och som var tänkt som en fortsättning på Metropolis Pt 1 från Images and Words. Bland fansen hade ett rykte gått om att Part 2 redan fanns som demo. I och med Internets framfart blev påtryckningarna på bandet för att spela in låten höga, bandet avslöjade dock ingenting om vad som var på gång. Fansen blev dock inte besvikna då det visade sig att Metropolis Pt 2 hade gått från en låt till ett helt konceptalbum kallat Metropolis Part 2: Scenes from a Memory som släpptes 1999. Mottagandet av albumet blev överväldigande från både fans och kritiker.
En världsturné genomfördes som även resulterade i en DVD samt ett liveinspelat trippelalbum, Live Scenes from New York.
Med återvunnet självförtroende och framgång i ryggen gick bandet efter turnén in i studion igen. Denna gång blev resultatet ett mycket varierat dubbelalbum kallat Six Degrees of Inner Turbulence som släpptes 2002. Albumet hade väldigt varierade låtar med allt från tung metal och progressiv rock till lugna, mer lättillgängliga alster. Bandet avslutade det hela med titelspåret som är över 40 minuter långt.
Train of Thought (2003) blev bandets sjunde studioalbum av full längd. Fröet till detta album hade redan såtts av ett spår från Six Degrees of Inner Turbulence kallat The Glass Prison. Nu handlade det om mer rak klassisk metal av den hårdare skolan, och innehöll även modernare influenser som sång och riff inspirerade av alternativ metal, bland annat rappas ett antal verser på låten Honor Thy Father. Albumet togs emot med blandade känslor av fansen.
Deras nästa skiva, Octavarium, (2005) blev en fortsättning på det frö som tidigare såtts. Det märks speciellt när texten från "Train Of Thought" användes i korta partier på det nya albumet. Ordet "Octa", som nämns i skivnamnet, kommer från latinets "åtta". Skivans sista låt, titelspåret, är 24 minuter långt. Skivan innehåller så vida influenser som U2, Muse, Queen och framförallt Pink Floyd.
2007 släppte Dream Theater skivan Systematic Chaos, som spann vidare på samma stil som Train of Thought och Octavarium hade påbörjat. Den bemöttes med blandade känslor från fansen och kritiker.
2009 släppte bandet skivan Black Clouds & Silver Linings, vars stil påminner om den föregående skivan Systematic Chaos. Skivan innehöll även låten The Shattered Fortress, som enligt dåvarande trummisen Mike Portnoy utgör den sista delen i hans Anonyma Alkoholister-svit.
Skivan släpptes även i två limiterade utgåvor. I båda utgåvorna inkluderades även en skiva med alla albumets låtar i instrumentala mixar, och en skiva med 6 cover-låtar. En av utgåvorna innehöll, utöver detta, även albumet som LP-skiva, och en skiva innehållande separata spår för varje instrument, som gjorde det möjligt för användaren att själv skapa egna mixar av albumet. Om man köpte specialutgåvan av albumet så fanns en chans att en silverbiljett låg i lådan. De som fick en sådan biljett fick träffa Dream Theater.
Den 8 september 2010 meddelade trummisen och grundaren Mike Portnoy att han lämnar Dream Theater, efter 25 år med bandet. I en YouTube-dokumentär uppkallad efter låten The Spirit Carries On, uppdelad i tre videoinslag, dokumenteras bandets sökande efter en ny trummis. Bland de sökande fanns Mike Mangini, Derek Roddy, Aquiles Priester, Marco Minnemann och svenska Peter Wildoer, som tidigare spelat med James LaBrie på dennes soloalbum Static Impulse. Som bandets nya trummis valdes till slut Mangini.

### Med Mike Mangini på trummor
Med Mike Mangini på trummor har bandet fortsatt producera nya skivor, och Mangini har också deltagit som låtskrivare på flera av de senare skivornas spår. Den 12 september släpptes den första skivan där Mike Mangini medverkade på, A Dramatic Turn of Events. Albumet kännetecknas av en återgång mot bandets tidigare alster, främst Images and Words.
Två år senare, 2013, släppte Dream Theater det självbetitlade albumet Dream Theater. På skivan fanns tunga riff och generellt kortare låtar än på bandets tidigare album.
29 januari 2016 släpptes skivan The Astonishing. Det är ett dubbelalbum som totalt spänner över 2 timmar och 10 minuter. Historien börjar i en dystopisk framtid där härskaren Nafaryus av The Great Northern Empire of the Americas styr riket under strikt kontroll, och musik endast görs av maskiner. Milisgruppen Ravenskill leds av krigaren Arhys, och med hjälp av brodern Gabriel och hans musik slåss de mot regimen.
Albumet uppföljdes av en turné i Europa och USA, där skivan spelades i sin helhet inför sittande publik.
I februari 2019, 30 år efter sin skivdebut, släppte de sitt fjortonde studioalbum Distance over time, och spelade samtidigt albumet Metropolis Part 2: Scenes From a Memory i sin helhet på turnén som följde. Dream Theater spelade även på Sweden Rock Festival för tredje gången.
I oktober 2021 släppte Dream Theater studioalbumet A View from the Top of the World som skulle visa sig bli det sista med Mangini på trummor. I april 2022 vann bandet sin första Grammy för låten "The Alien".
25:e oktober 2023 blev det officiellt att originalmedlemmen Mike Portnoy återkom till bandet. 

### Sidoprojekt
Medlemmarna har varit inblandade i en rad olika projekt vid sidan om Dream Theater.
1997 skapade Mike Portnoy Liquid Tension Experiment, som kom att bestå av: Portnoy (trummor), John Petrucci (gitarr), Tony Levin (bas) och Jordan Rudess (keyboard). Liquid Tension Experiment spelade instrumental progressiv rock. Dream Theater spelar ofta delar av Liquid Tension Experiments låtar vid liveframträdanden. Bland annat i låten Instrumedley som återfinns på CD/DVD:n Live at Budokan. Mike Portnoy spelade under 2010 in trummorna till Avenged Sevenfolds album Nightmare, efter att deras tidigare trummis The Rev avled 2009.

## Medlemmar

### Nuvarande medlemmar
- John Myung – basgitarr, Chapman Stick (1988– )
- John Petrucci – gitarr, sång (1988– )
- James LaBrie – sång (1991– )
- Jordan Rudess – keyboard, lapsteel, continuum (1999– )
- Mike Portnoy - trummor (1988–2010, 2023-)

### Tidigare medlemmar
- Charlie Dominici – sång (1988–1989)
- Kevin Moore – keyboard (1988–1994)
- Derek Sherinian – keyboard, sång (1994–1999)
- Mike Mangini – trummor (2010–2023)

### Medlemmar i "Majesty" (1985–1988)
- John Myung – basgitarr (1985–1988)
- Mike Portnoy – trummor (1985–1988)
- John Petrucci – gitarr (1985–1988)
- Kevin Moore – keyboard (1985–1988)
- Chris Collins – sång (1986)
- Charlie Dominici – sång (1987–1988)

## Diskografi

### Demo
- 1986 – Majesty Demos

### Studioalbum
- 1989 – When Dream and Day Unite
- 1992 – Images and Words
- 1994 – Awake
- 1997 – Falling Into Infinity
- 1999 – Metropolis Part 2: Scenes from a Memory
- 2002 – Six Degrees of Inner Turbulence
- 2003 – Train of Thought
- 2005 – Octavarium
- 2007 – Systematic Chaos
- 2009 – Black Clouds and Silver Linings
- 2011 – A Dramatic Turn of Events
- 2013 – Dream Theater
- 2016 – The Astonishing
- 2019 – Distance over Time
- 2021 – A View from the Top of the World
- 2025 – Parasomnia

### Livealbum
- 1993 – Live at the Marquee
- 1998 – Once in a LIVEtime
- 2001 – Live Scenes from New York
- 2003 – Los Angeles, California 5/18/98
- 2003 – Graspop Festival 2002
- 2004 – Master of Puppets
- 2004 – Tokyo, Japan 10/28/95
- 2004 – Live at Budokan
- 2005 – The Number of the Beast
- 2005 – When Dream and Day Reunite
- 2006 – Old Bridge, New Jersey 12/14/96
- 2006 – Dark Side of the Moon
- 2006 – Score - 20th Anniversary World Tour
- 2007 – Made in Japan
- 2007 – New York City 3/4/93
- 2008 – Chaos In Motion 2007 - 2008
- 2009 – Uncovered 2003-2005
- 2009 – Progressive Nation 2008
- 2013 – Live at Luna Park
- 2013 – Happy Holidays
- 2014 – Breaking the Fourth Wall (Live from the Boston Opera House)

### EP
- 1995 – A Change of Seasons
- 2008 – Forsaken EP
- 2009 – Wither
- 2014 – Illumination Theory

### Singlar
- 1989 – "Status Seeker"
- 1989 – "Afterlife"
- 1992 – "Another Day"
- 1992 – "Pull Me Under"
- 1992 – "Take the Time"
- 1994 – "The Silent Man"
- 1994 – "Caught in a Web"
- 1994 – "Lie"
- 1995 – "Tears"
- 1997 – "Burning My Soul"
- 1997 – "Hollow Years"
- 1997 – "You Not Me"
- 2000 – "Through Her Eyes"
- 2003 – "As I Am"
- 2007 – "Forsaken"
- 2007 – "Constant Motion"
- 2008 – "The Ministry of Lost Souls (live)"
- 2009 – "A Rite of Passage"
- 2009 – "Stargazer"
- 2009 – "Tenement Funster / Flick of the Wrist / Lily of the Valley"
- 2009 – "Odyssey"
- 2009 – "Take Your Fingers from My Hair"
- 2009 – "Larks' Tongues in Aspic Part II"
- 2009 – "To Tame a Land"
- 2009 – "Whiter"
- 2011 – "On the Back of Angels"
- 2013 – "The Enemy Inside"
- 2013 – "Along for the Ride"
- 2015 – "The Gift of Music"
- 2016 – "Moment of Betrayal"
- 2016 – "Our New World"
- 2018 – "Untethered Angel"

### Samlingsalbum
- 1996 – Fan Club Christmas CD 1996
- 1997 – Fan Club Christmas CD 1997
- 1998 – Fan Club Christmas CD 1998
- 1999 – Cleaning Out the Closet (Christmas CD 1999)
- 2000 – Fan Club Christmas CD 2000
- 2001 – Four Degrees of Radio Edits (Fan Club CD 2001)
- 2002 – Taste the Memories (Fan Club CD 2002)
- 2003 – The Majesty Demos 1985-1986
- 2003 – The Making of Scenes from a Memory
- 2004 – When Dream and Day Unite Demos 1987-1989
- 2004 – A Sort of Homecoming (Fan Club CD 2004)
- 2005 – Images and Words Demos 1989-1991
- 2006 – Awake Demos 1994
- 2007 – Falling into Infinity Demos
- 2007 – Lifting Shadows
- 2008 – Images and Words - 15th Anniversary Performance (Fan Club CD 2007)
- 2008 – Greatest Hit (...and 21 Other Pretty Cool Songs)
- 2009 – The Making of Falling into Infinity
- 2009 – Train of Thought Instrumental Demos 2003
- 2011 – Original Album Series (5xCD Box)
- 2012 – The Triple Album Collection (3xCD Box)
- 2014 – The Studio Albums 1992-2011 (11xCD Box)

### VHS/DVD
- 1993 – Images and Words: Live in Tokyo
- 1998 – 5 Years in a Livetime
- 2001 – Metropolis 2000: Scenes from New York
- 2004 – Image and Words : Live in Tokyo / 5 Years in a Livetime
- 2004 – Live at Budokan
- 2005 – A Walk Beside the Band
- 2005 – When Dream and Day Reunite
- 2006 – Romavarium (Fan Club DVD 2006)
- 2006 – Dark Side of the Moon
- 2006 – Score - 20th Anniversary World Tour
- 2007 – Bucharest, Romania 7/4/02
- 2008 – Greatest Hit (...and 5 Other Pretty Cool Videos)
- 2008 – Chaos In Motion 2007 - 2008
- 2009 – Santiago, Chile 12/6/05
- 2013 – Live at Luna Park
- 2014 – Breaking the Fourth Wall